# Crellomima derma
Crellomima derma är en svampdjursart som beskrevs av Jörn Hentschel 1929. Crellomima derma ingår i släktet Crellomima och familjen Crellidae. Inga underarter finns listade i Catalogue of Life.